# Зиминес, Ошейн
Ошейн Зиминес (англ. Oshane Ximines, 7 декабря 1996, Куинс, Нью-Йорк) — профессиональный футболист, выступающий на позиции лайнбекера в клубе НФЛ «Нью-Йорк Джайентс».

## Биография

### Любительская карьера
Ошейн родился 7 декабря 1996 года в Нью-Йорке. Его отец американец, мать переехала в США с Ямайки. Он окончил старшую школу округа Хертфорд в Северной Каролине и осенью 2014 года поступил в университет Олд Доминион, отклонив предложения спортивной стипендии от университетов Восточной Каролины и Маршалла.
В первый свой сезон в команде Зиминес принял участие только в одной игре, не отметившись результативными действиями. В 2015 году он стал игроком стартового состава, выходя на позиции ди-энда. В двенадцати матчах он сделал пять сэков, став лучшим в команде по этому показателю. В следующем сезоне Ошейн улучшил свой результат и установил новый рекорд программы — 7,5 сэков за сезон. Он также помог команде добиться успеха в Багамас Боуле, где «Олд Доминион Монаркс» обыграли «Ист Мичиган».
В сезоне 2017 года он ещё раз улучшил рекорд колледжа, сделав на один сэк больше. Зиминес принял участие во всех играх своей команды и по итогам года вошёл в сборную всех звёзд конференции. 2018 год стал для него лучшим в карьере. Ошейн с двенадцатью сэками стал пятым по этому показателю в дивизионе FBS, снова был включён в сборную звёзд конференции, а также стал первым игроком университета, приглашённым на Сениор Боул — матч звёзд выпускников колледжей.

#### Статистика выступлений в NCAA
| Сезон | Команда              | Игры | Захваты | Захваты | Захваты | Захваты | Захваты | Перехваты | Перехваты | Перехваты | Перехваты | Перехваты | Фамблы | Фамблы | Фамблы | Фамблы |
| Сезон | Команда              | Игры | Solo    | Ast     | Tot     | Loss    | Sk      | Int       | Yds       | Y/R       | TD        | PD        | FR     | Yds    | TD     | FF     |
| ----- | -------------------- | ---- | ------- | ------- | ------- | ------- | ------- | --------- | --------- | --------- | --------- | --------- | ------ | ------ | ------ | ------ |
| 2014  | Олд Доминион Монаркс | 1    | 0       | 0       | 0       | 0,0     | 0       | 0         | 0         | 0,0       | 0         | 0         | 0      | 0      | 0      | 0      |
| 2015  | Олд Доминион Монаркс | 12   | 12      | 20      | 32      | 7,5     | 5,0     | 0         | 0         | 0,0       | 0         | 4         | 0      | 0      | 0      | 0      |
| 2016  | Олд Доминион Монаркс | 13   | 22      | 20      | 42      | 11,5    | 7,5     | 0         | 0         | 0,0       | 0         | 3         | 2      | 0      | 0      | 3      |
| 2017  | Олд Доминион Монаркс | 12   | 27      | 17      | 44      | 14,0    | 8,5     | 0         | 0         | 0,0       | 0         | 3         | 0      | 0      | 0      | 4      |
| 2018  | Олд Доминион Монаркс | 12   | 31      | 27      | 58      | 18,0    | 11,5    | 1         | 14        | 14,0      | 0         | 2         | 0      | 0      | 0      | 4      |
| Всего | Всего                | 50   | 92      | 84      | 176     | 51,0    | 32,5    | 1         | 14        | 14,0      | 0         | 12        | 2      | 0      | 0      | 11     |

### Профессиональная карьера
Аналитики сайта лиги, оценивая перспективы Ошейна перед драфтом, отмечали, что он способен стать игроком стартового состава в любой системе защиты. Плюсами игрока называли хорошую работу рук и ног, его способность эффективно играть против блокирующих тайт-эндов, возможность действовать на позициях эдж-рашера и никеля. К недостаткам относили среднюю дистанционную скорость и не лучшую игру против выноса. Зиминесу прогнозировался выбор во втором или третьем раунде драфта командой, играющей в защите по схеме 3-4.
На драфте НФЛ 2019 года Зиминес был выбран в третьем раунде под общим девяносто пятым номером клубом «Нью-Йорк Джайентс». Он стал первым задрафтованным игроком в истории футбольной программы университета Олд Доминион. 22 июля  Ошейн подписал с «Джайентс» четырёхлетний контракт. Сумма соглашения составила 3,55 млн долларов, подписной бонус 833 тысячи долларов.

#### Статистика выступлений в НФЛ

##### Регулярный чемпионат
| Сезон | Команда           | Игры | Захваты | Захваты | Захваты | Захваты | Захваты | Перехваты | Перехваты | Перехваты | Перехваты | Перехваты | Фамблы | Фамблы | Фамблы | Фамблы |
| Сезон | Команда           | Игры | Solo    | Ast     | Tot     | Loss    | Sk      | Int       | Yds       | Y/R       | TD        | PD        | FR     | Yds    | TD     | FF     |
| ----- | ----------------- | ---- | ------- | ------- | ------- | ------- | ------- | --------- | --------- | --------- | --------- | --------- | ------ | ------ | ------ | ------ |
| 2019  | Нью-Йорк Джайентс | 2    | 1       | 2       | 3       | 1,0     | 0,5     | 0         | 0         | 0,0       | 0         | 0         | 0      | 0      | 0      | 0      |
| Всего | Всего             | 2    | 1       | 2       | 3       | 1,0     | 0,5     | 0         | 0         | 0,0       | 0         | 0         | 0      | 0      | 0      | 0      |